# Друхівська сільська рада
Дру́хівська сільська́ ра́да — колишній орган місцевого самоврядування в Березнівському районі Рівненської області. Адміністративний центр — село Друхів.

## Загальні відомості
- Друхівська сільська рада утворена в 1939 році.
- Територія ради: 29,437 км²
- Населення ради: 1 459 осіб (станом на 2001 рік)

## Населені пункти
Сільській раді були підпорядковані населені пункти:
- с. Друхів

## Склад ради
Рада складалася з 16 депутатів та голови.
- Голова ради: Мудра Раїса Дмитрівна
- Секретар ради: Олексина Ірина Олексіївна

### Керівний склад попередніх скликань
| ПІБ                   | Основні відомості                                                 | Дата обрання | Дата звільнення |
| --------------------- | ----------------------------------------------------------------- | ------------ | --------------- |
| Мудра Раїса Дмитрівна | Сільський голова, 1965 року народження, освіта вища, позапартійна | 26.03.2006   | 31.10.2010      |
| Мудра Раїса Дмитрівна | Сільський голова, 1965 року народження, освіта вища, позапартійна | 31.10.2010   |                 |

Примітка: таблиця складена за даними сайту Верховної Ради України